# 헨리 4세 1부
헨리 4세 1부(Henry IV, Part 1 또는 1 Henry IV)는 윌리엄 셰익스피어의 역사극으로 1597년 즈음에 쓰여진 것으로 알려져 있다. 이 극은 영국의 헨리 4세의 통치의 한 부분을 연극화 한것으로 1402년의 호밀돈 전투로 시작해서 1403년 중반에 있었던 쉬루스베리 전쟁에서 일어난 헨리 왕의 승리를 마지막으로 한다.  헨리 왕과 반역파 귀족들 간의 정치적 분쟁뿐만 아니라, 헨리 왕의 아들인 할 왕자(미래에 헨리 5세가 됨)의 탈선도 다루고 있다.  

## 등장인물
- 존 팔스타프
- 헨리 4세
- 헨리 5세